# 拉蒙·塞拉诺·苏涅尔
拉蒙·塞拉诺·苏涅尔（西班牙語：Ramón Serrano Suñer，1901年9月12日—2003年9月1日）,是西班牙的法西斯主义者，西班牙内战后，积极拥护弗朗西斯科·佛朗哥，曾担任西班牙国的内政部长、外交部长。塞拉诺·苏涅最初来自西班牙自治右翼联盟，后来成为该政权中最具極權主義倾向的代表人物。第二次世界大战期间，他以亲纳粹德国立场著称，支持派遣蓝色师团与德国国防军一起在俄罗斯前线作战。